# Nhandu chromatus
Nhandu chromatus là một loài nhện trong họ Theraphosidae.
Loài này thuộc chi Nhandu. Nhandu chromatus được Joachim Schmidt miêu tả năm 2004.

## Hình ảnh

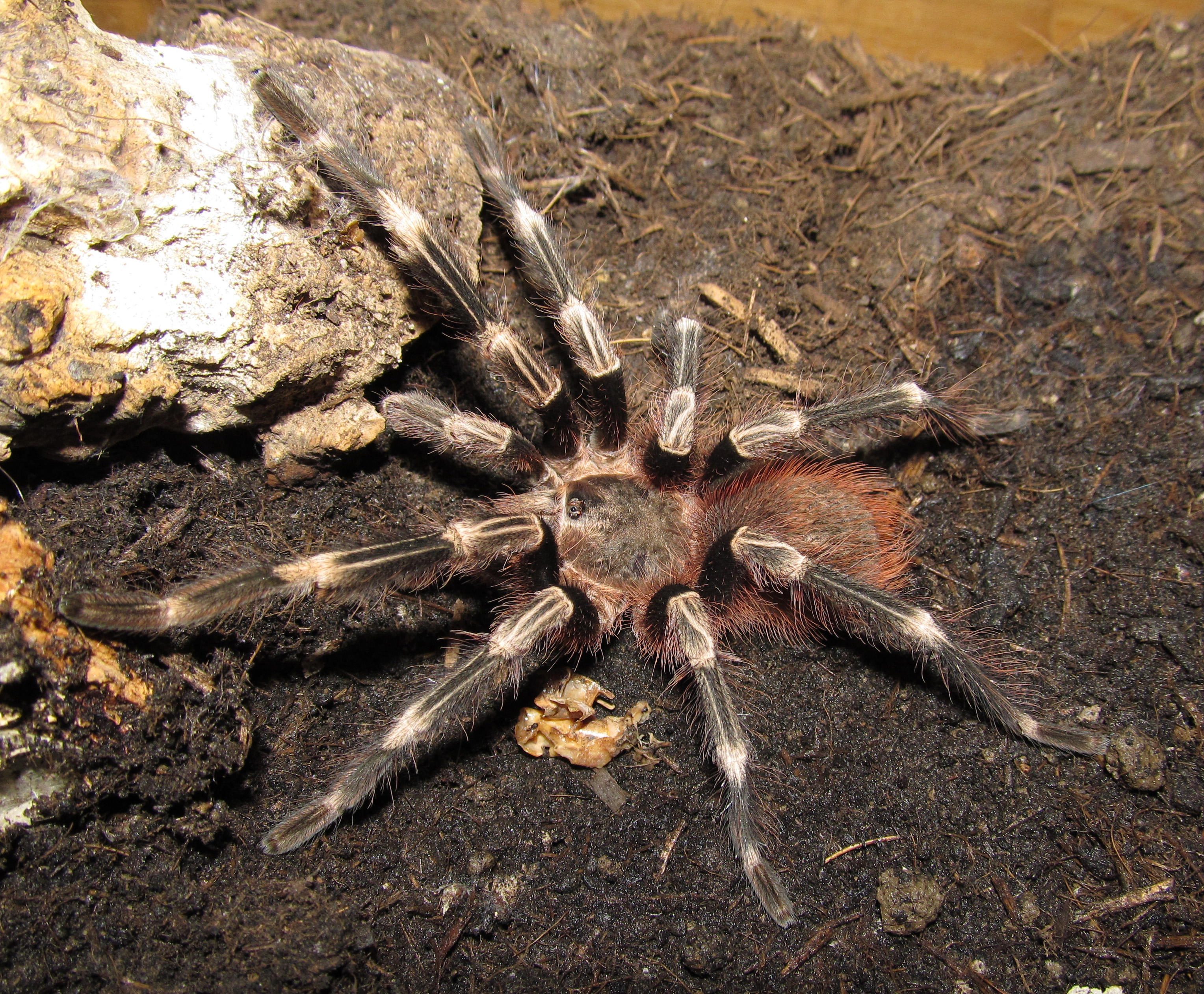
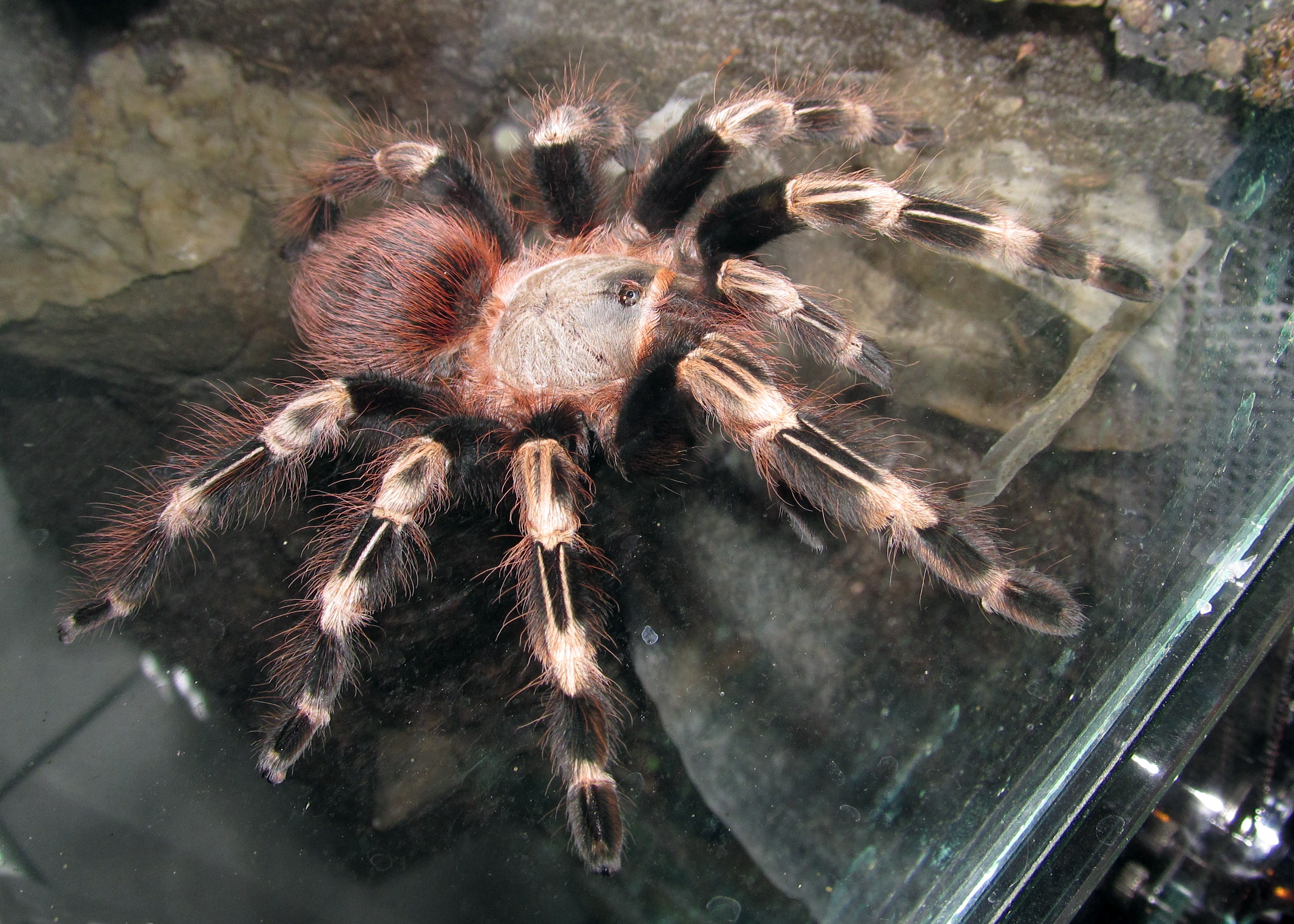